# Repassage
 (juillet 2009).
Si vous disposez d'ouvrages ou d'articles de référence ou si vous connaissez des sites web de qualité traitant du thème abordé ici, merci de compléter l'article en donnant les références utiles à sa vérifiabilité et en les liant à la section « Notes et références ».

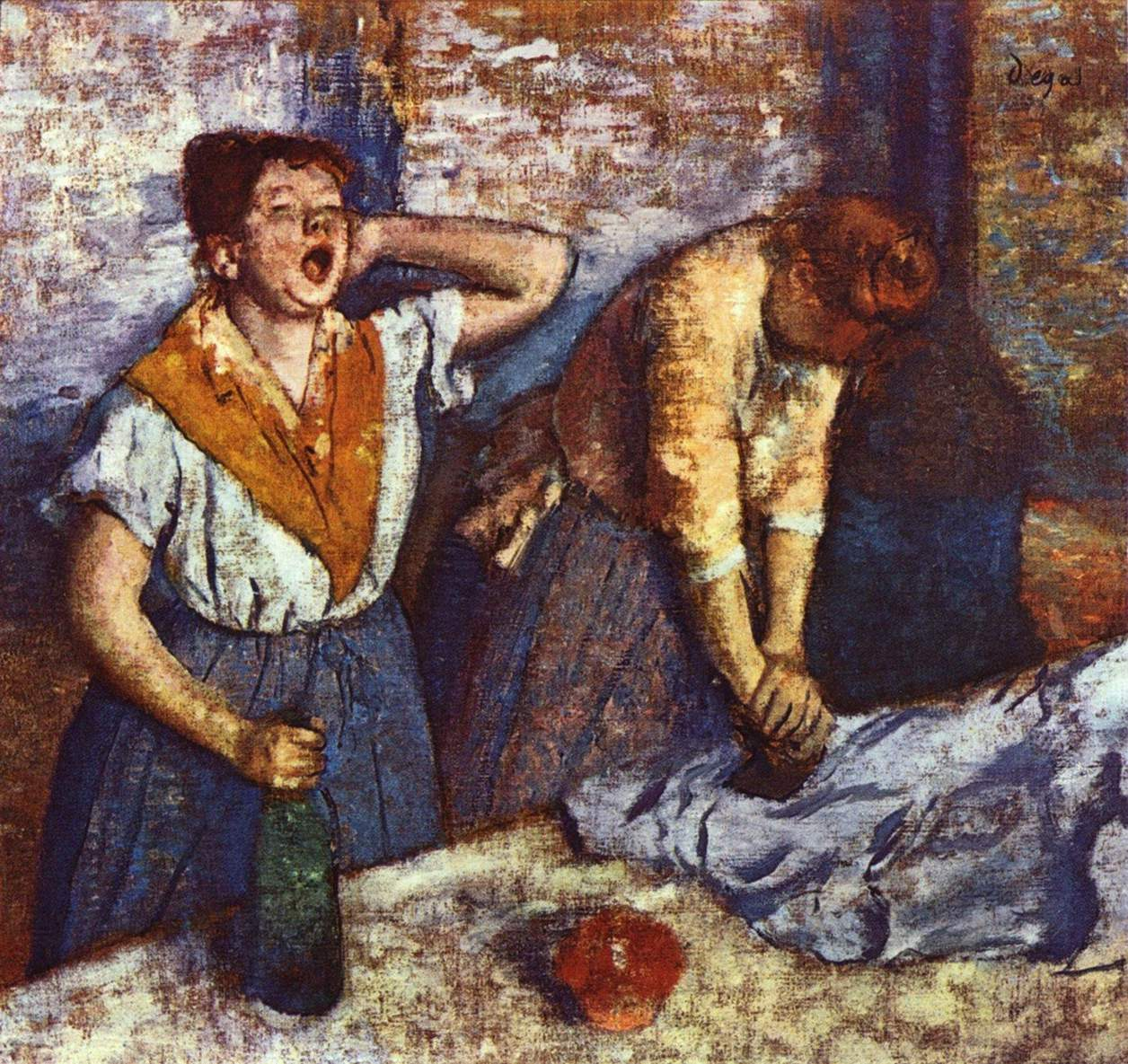
Les Repasseuses par Edgar Degas (1884).

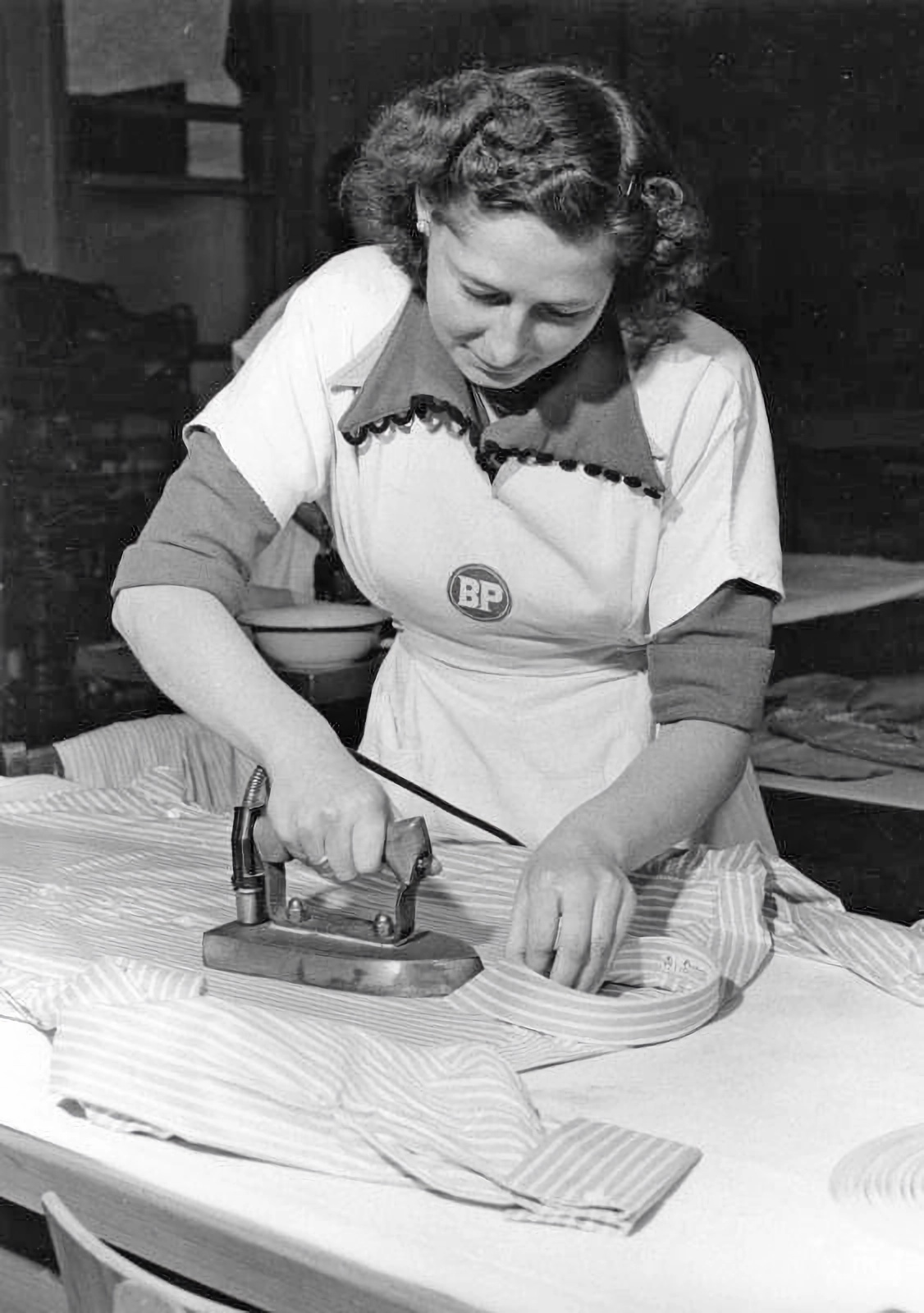
En Allemagne en 1953.

Le repassage consiste à lisser une pièce de tissu, généralement les vêtements et le linge de maison venant d'être lavés, afin d'en retirer les plis. L'outil principalement utilisé est appelé fer à repasser, bien que de nos jours, celui-ci ne soit plus constitué de fer.
Le repassage (à fer très chaud, sur les deux faces) est aussi utilisé pour stériliser le linge, notamment en Afrique subsaharienne pour le décontaminer de parasites responsables de myases (vers de Cayor).
Techniquement, le repassage défait les liens entre les longues molécules de polymère des fibres du tissu. Les molécules chauffées sont redressées par le poids du fer puis prennent leur nouvelle forme en refroidissant. Certains tissus, tel le coton, exigent un apport d'eau afin que les liens intermoléculaires se défassent. Beaucoup de tissus modernes (à partir de la deuxième moitié du XXe siècle) sont censés ne nécessiter qu'un simple coup de fer ou pas de repassage du tout.

## Histoire
Il est possible que les hommes préhistoriques utilisaient des pierres plates ou des mâchoires d'animaux pour lisser leurs vêtements.
Des casseroles en métal remplies de charbon de bois sont utilisées pour lisser les tissus en Chine au Ier siècle av. J.-C. Les pays nordiques utilisent dès le XIIe siècle des presses à calandrer qui permettent de repasser à froid en écrasant le linge plié. À partir de la fin du  XVIe siècle, en Europe, on commence à employer des lissoirs, outils en fonte de forme triangulaire et munis d'une poignée que l'on chauffe dans un feu. Par la suite, on utilisa une boîte en fer remplie de charbons chauds périodiquement aérés à l'aide d'un soufflet attaché. Ce type de fer était en vente aux États-Unis au moins jusqu'en 1902. Léo Trouilhet, ingénieur Arts & Métiers Supélec, fonde la société Calor, lançant la même année sur le marché le premier fer à repasser électrique européen, puis en 1963 le premier fer à vapeur.
Dans le monde industrialisé, ces conceptions ont été remplacées par le fer à repasser électrique, chauffé au moyen d'une résistance électrique. La partie métallique, appelée semelle, n'est plus faite de fer mais d'aluminium, plus léger. L'élément de chauffe est commandé par un thermostat qui maintient la température souhaitée. L'invention du fer à résistance électrique est attribuée à Henry W. Seely de New York en 1882. La même année, un fer utilisant un arc de carbone a été présenté en France, mais il fut jugé trop dangereux. Le premier fer utilisant un thermostat est apparu dans les années 1920.

## Dispositifs de repassage

### Fers à repasser
Les fers à repasser simples ont peu à peu été remplacés par des fers à vapeur. Il en existe deux types : le fer à vapeur à réservoir intégré (autonome) et le fer à centrale de vapeur qui est relié à un réservoir externe par un câble pour l'électricité et un tuyau pour la vapeur.

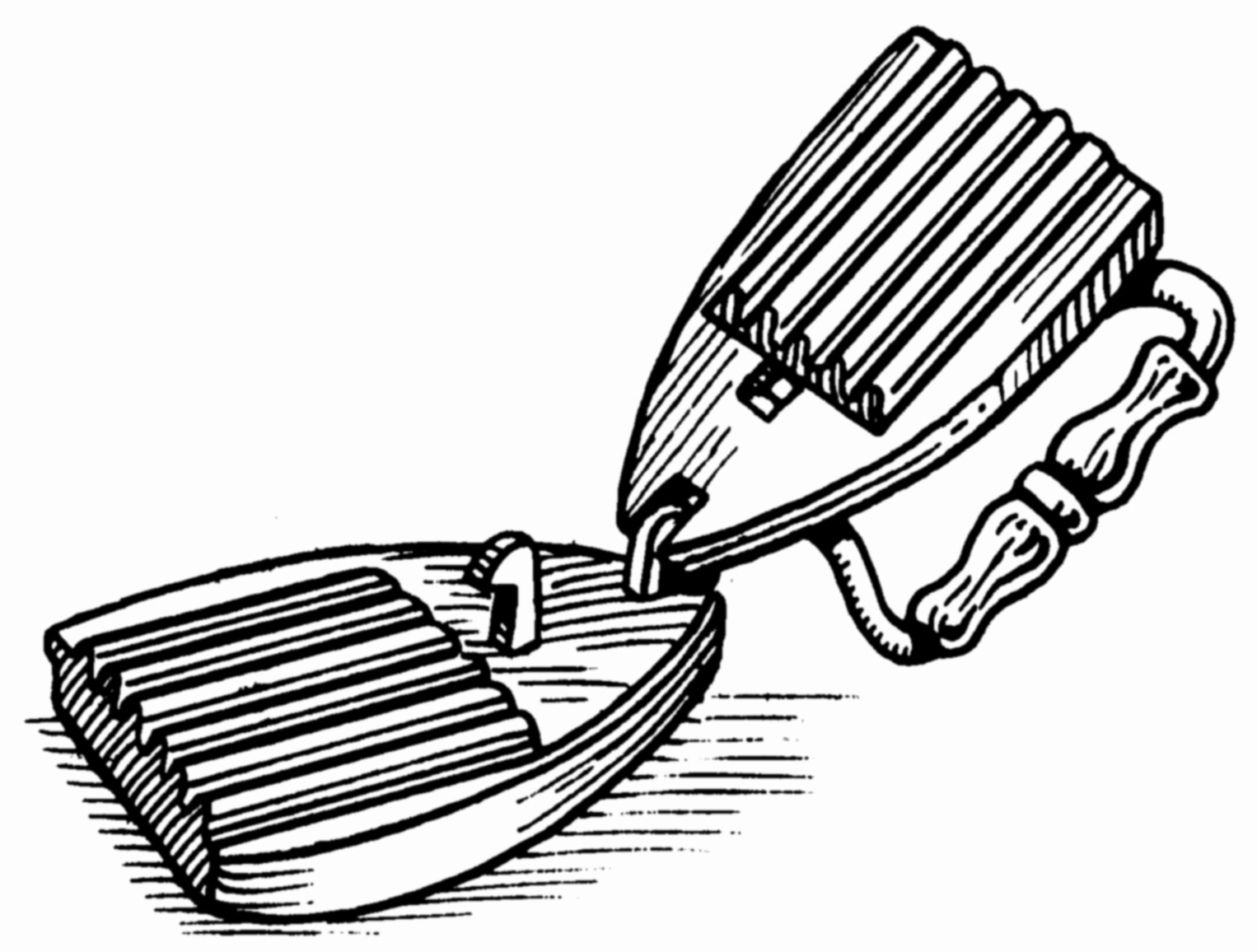
Variante en fer à gaufre.

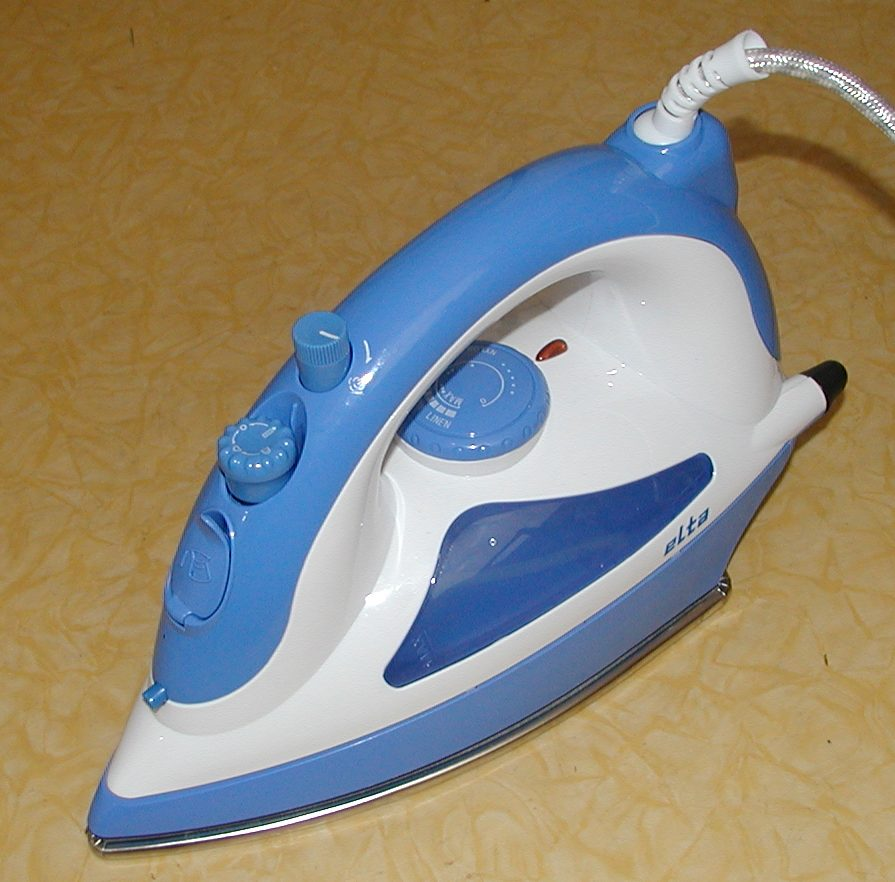
Fer électrique moderne.

Les fers modernes sont généralement munis des dispositifs suivants :
- Éjection de vapeur par la semelle lors du repassage.
- Un réservoir d'eau à l'intérieur du fer ou dans un réservoir externe (utilisé pour produire la vapeur).
- Un indicateur montrant la quantité d'eau disponible dans le réservoir.
- Un thermostat assurant une température constante.
- Un dispositif permettant de mettre le fer au repos, habituellement en le posant verticalement sur son extrémité, afin d'empêcher tout contact entre la partie chaude et la table ou les vêtements.
- Un cadran indiquant la gamme des températures possibles (classées selon le type de tissu : laine, coton, etc.)
- Un dispositif qui envoie la vapeur dans les vêtements de façon continue.
- Une commande anti-brûlure : si le fer reste immobile trop longtemps, le courant est interrompu pour empêcher les brûlures et les incendies, mais également pour économiser l'énergie.
- Fers sans fil : le fer est placé sur une station pendant une période courte pour le réchauffer, et utilise sa masse thermique pour rester chaud pendant une courte période

Toutefois, qu'il soit ancien ou moderne, le fer à repasser est un outil dangereux. Il est à l'origine de nombre d'accidents ménagers, notamment pour les enfants. En outre, il consomme beaucoup d’énergie (puissance de 1 kilowatt au minimum).
Les pulvérisations « repassage facile », à base d'amidon, aident grandement au repassage.

### Centrale vapeur

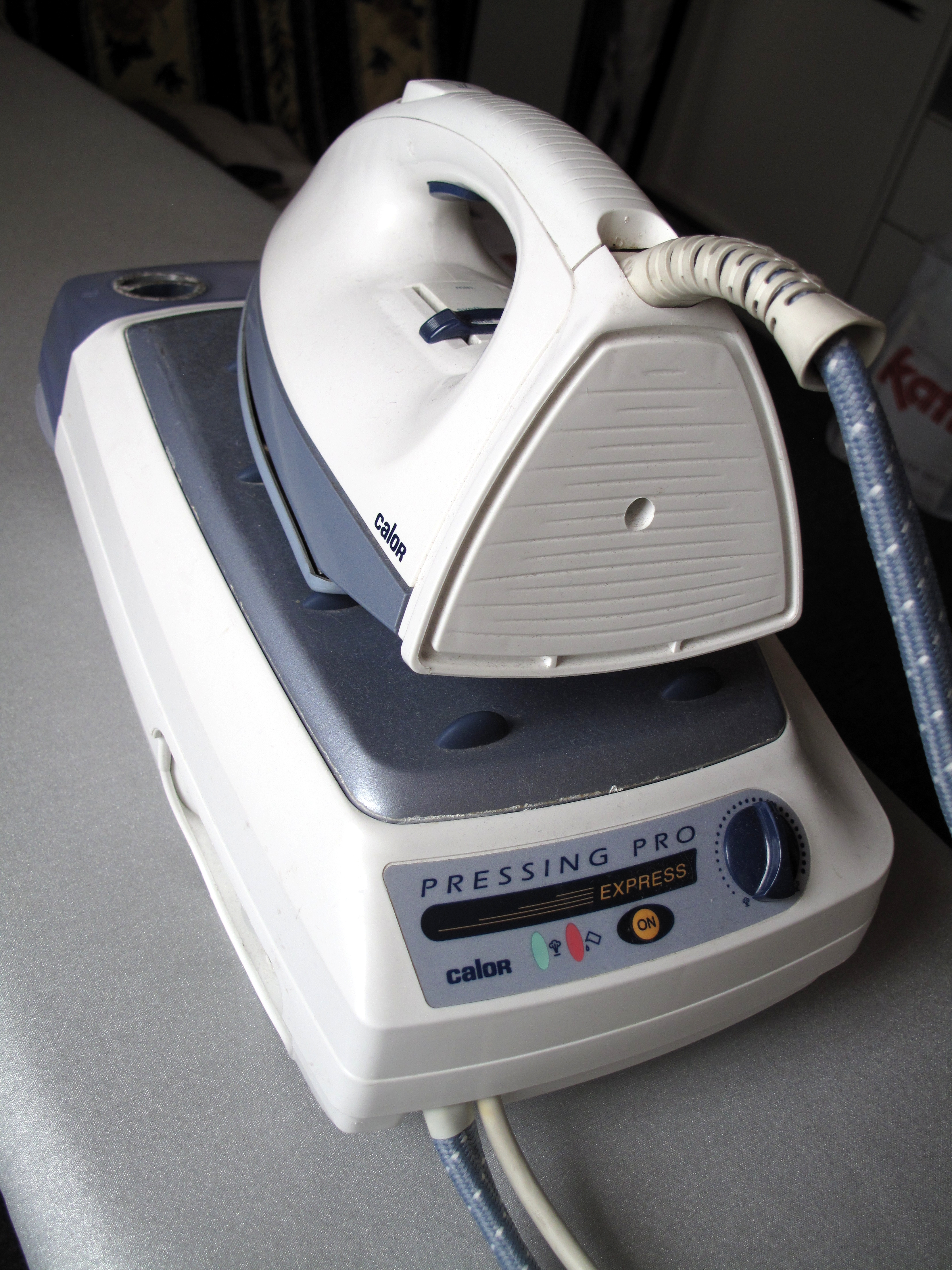
Centrale vapeur

Une centrale vapeur est un composée de trois éléments :
1. le fer à repasser ;
2. une centrale constituée de
  - la réserve d'eau,
  - un générateur de vapeur,
  - un transformateur.
3. un câble double transportant la vapeur et l'électricité (pour alimenter la résistance chauffante du fer).

Le déport dans la centrale des éléments lourds et encombrants apportent de nombreux avantages :
- le fer est léger et maniable ;
- la réserve d'eau est plus grande et plus facile d'accès ;
- la vapeur est plus puissante.

## Planche à repasser

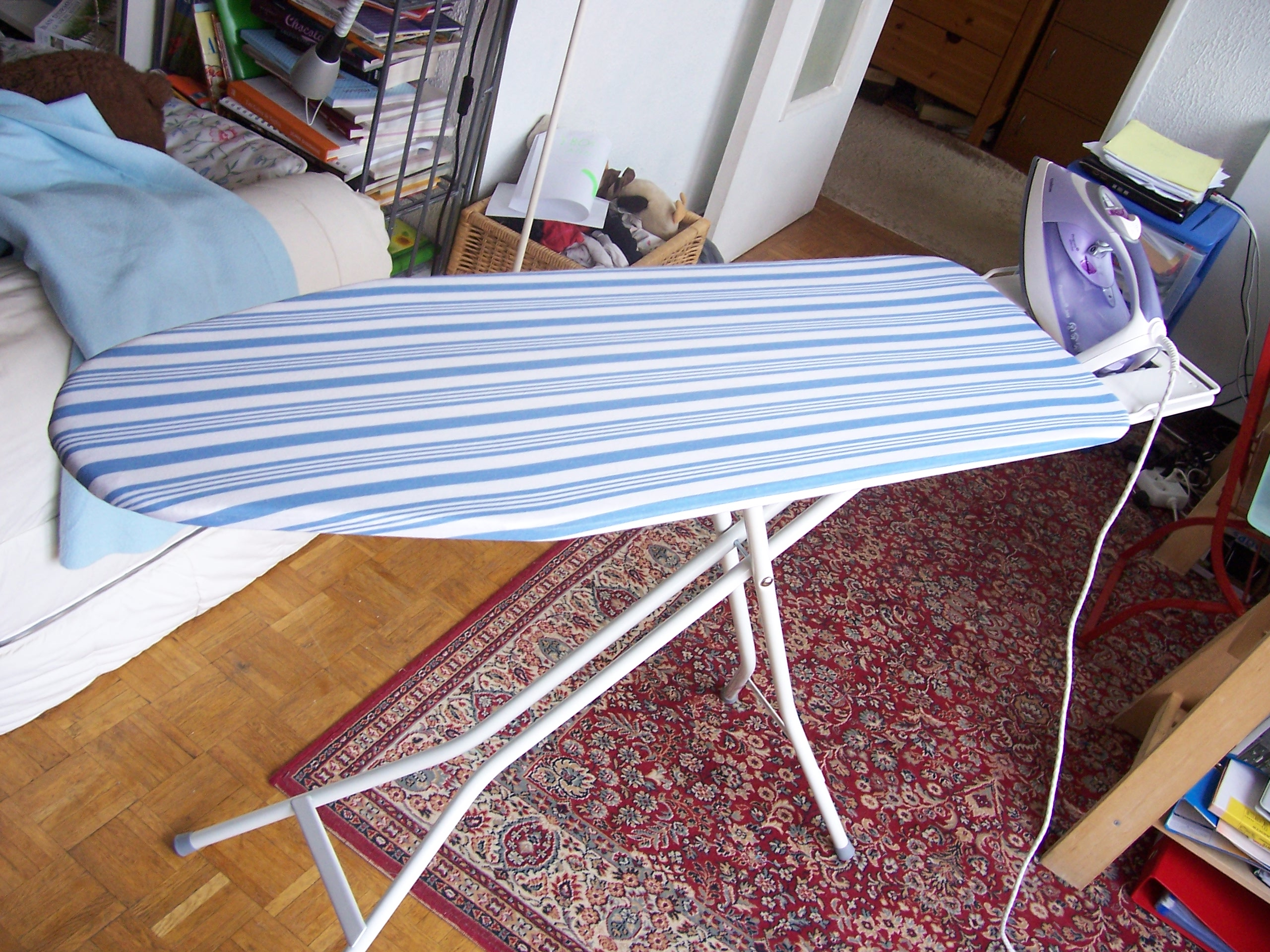
Planche à repasser pliante (2008).

La planche à repasser ou table à repasser est une planche sur laquelle on pose les vêtements afin de les repasser. Elle est souvent recouverte de tissu qui résiste à la chaleur. Entre le support et le tissu, sur certaines planches, il y a de la mousse pour que la vapeur puisse s'échapper. Les planches à repasser peuvent être pliantes, sur pieds ou murales.
Une jeannette est une petite planche à repasser spécialement adaptée pour repasser les manches des chemises sans laisser de plis. Elle est généralement fixée à la planche à repasser principale. Certains modèles sont pliants.

## Températures de repassage recommandées
- Toile : 240 °C
- Triacétate : 200 °C
- Coton :  204 °C
- Viscose :  190 °C
- Laine :  148 °C
- Polyester : 148 °C
- Soie : 148 °C
- Acétate : 143 °C
- Acrylique : 135 °C
- Lycra/Spandex : 135 °C
- Nylon 6.6: 135 °C

## Art de la table
Le repassage des nappes et serviettes constitue l'une des bases de l'art de la table. Dans les grands restaurants, une fois le nappage (repassé normalement après le lavage) disposé sur les tables, le personnel repasse à nouveau le tissu afin d'effacer toutes les traces de pliage.

## Représentations dans les arts

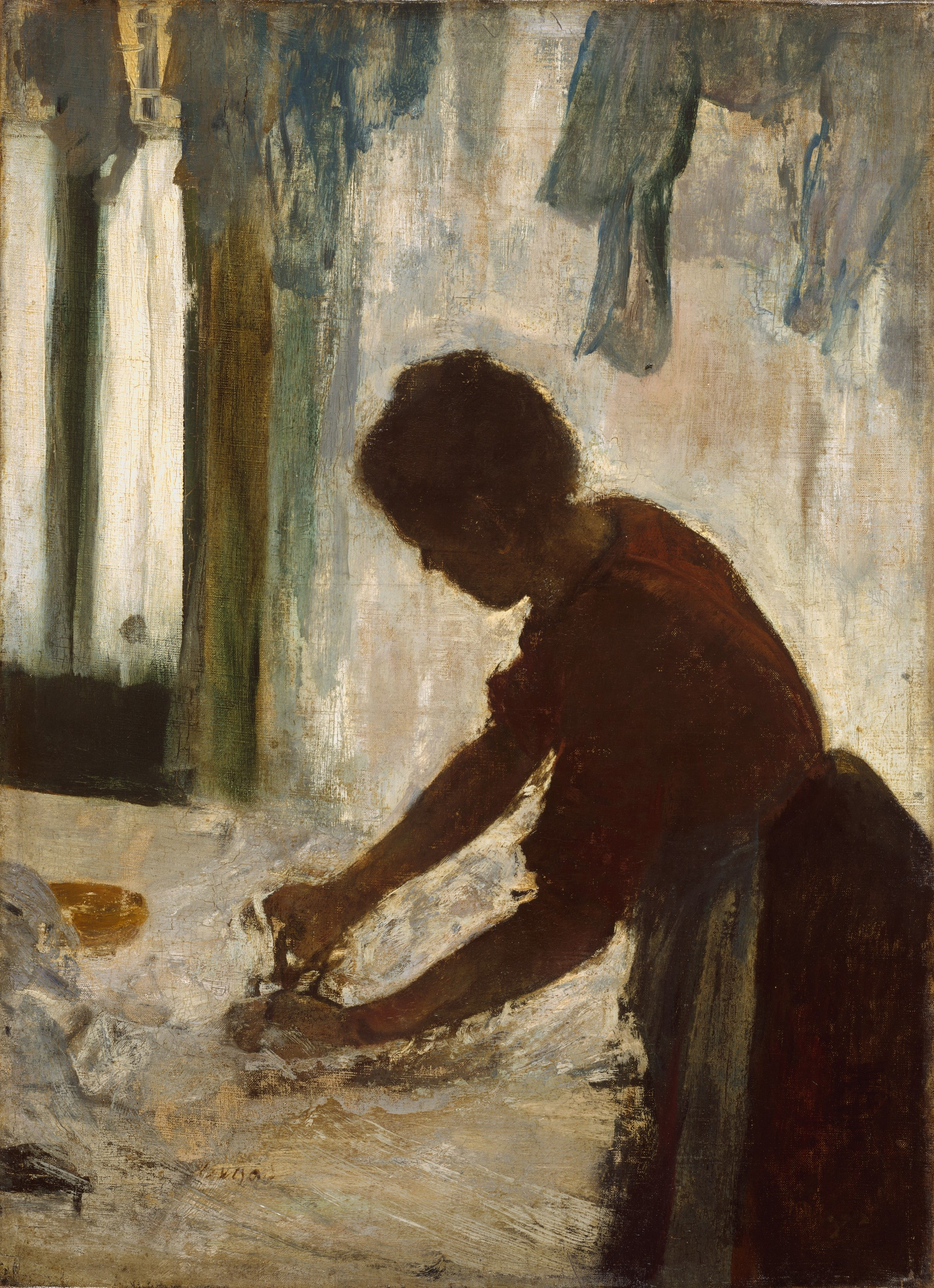
La Repasseuse par Edgar Degas (1873).

### Littérature
En France au XIXe siècle, dans le roman d'Émile Zola L'Assommoir (1877), l'héroïne, Gervaise Macquart, tient une blanchisserie. L'activité des blanchisseuses et notamment le repassage sont décrits avec une grande précision, caractéristique du projet de Zola dans sa série des Rougon-Macquart, qui relève du courant du naturalisme.

### Peinture
En France au XIXe siècle, le peintre Edgar Degas peint plusieurs tableaux montrant des femmes en train de repasser, comme La Repasseuse en 1873 ou Les Repasseuses vers 1884. Cette attention portée aux activités communes est nouvelle dans la peinture de l'époque.